# James Marshall (attore)
James Marshall, pseudonimo di James David Greenblatt (New York, 2 gennaio 1967), è un attore statunitense.

## Biografia
Figlio del produttore e regista William R. Greenblet e di un'ex ballerina delle Rocketts, terminati gli studi, inizia a cimentarsi con la carriera di attore, partecipando in veste di guest star a telefilm come Genitori in blue jeans.
Nel 1990 si aggiudica il ruolo di James Hurley in I segreti di Twin Peaks, ruolo che ricopre anche nel prequel Fuoco cammina con me e nella serie sequel Twin Peaks. La serie televisiva è comunque un ottimo biglietto da visita per il cinema. Martin Sheen lo dirige in Uomini al passo, Rob Reiner gli offre una parte in Codice d'onore, interpreta un giovane pugile invischiato suo malgrado in una rete di incontri clandestini ne I gladiatori della strada e partecipa in veste non accreditata al film High crimes - Crimini di stato.
Nel 2002 presta la voce al videogioco Unlimited Saga. Nel 2003 è guest star in CSI: Scena del crimine.

## Filmografia parziale

### Attore

#### Cinema
- Uomini al passo (Cadence), regia di Martin Sheen (1990)
- Codice d'onore (A Few Good Men), regia di Rob Reiner (1992)
- Fuoco cammina con me (Twin Peaks: Fire Walk with Me), regia di David Lynch (1992)
- I gladiatori della strada (Gladiator), regia di Rowdy Herrington (1992)
- Giochi criminali (Criminal Affairs), regia di Jeremiah Cullinan (1997)
- Effetto Virus (Doomsday Man), regia di William R. Greenblatt (1999)
- Centroavanti a quattro zampe (Soccer Dog: the Movie), regia di Tony Giglio (1999)
- Il prezzo della fortuna (Luck of the Draw), di Luca Bercovici (2000)
- Down - Discesa infernale (Down), regia di Dick Maas (2001)
- High crimes - Crimini di stato (High Crimes), di Carl Franklin (2002)
- Creature (Alien Lockdown), regia di Tim Cox (2004)

#### Televisione
- Genitori in blue jeans (Growing Pains) - serie TV, 7 puntate (1989-1991)
- I segreti di Twin Peaks (Twin Peaks) - serie TV (1990-1991)
- La mamma di un angelo (All She Ever Wanted), regia di Michael Scott – film TV (1996)
- Caccia disperata (The Ticket), regia di Stuart Cooper – film TV (1997)
- The Hunger - serie TV, 1 episodio (2000)
- Twin Peaks - serie TV (2017)

### Doppiatore
- Unlimited Saga - videogioco (2002)

## Doppiatori italiani
- Mauro Gravina ne I segreti di Twin Peaks, Fuoco cammina con me, Twin Peaks
- Vittorio De Angelis in Codice d'onore
- Fabio Boccanera ne I gladiatori della strada
- Maurizio Romano in Down - Discesa infernale